# Parlamentní volby v Polsku 2001
Polské parlamentní volby 2001 se uskutečnily 23. září 2001. Volbám přecházela změna volebního zákona. Byly posíleny proporcionální prvky ve volebním systému (především nahrazení d'Hondtovy metody upravenou metodou Sainte-Laguë), což snížilo mandátní zisky velkých stran a naopak posílilo malé a střední strany. Očekávaným vítězem voleb se stala s velkým náskokem koalice SLD-UP. Její volební výsledek přitom nabízí zajímavé srovnání s předchozími volbami. Zatímco společný volební výsledek SLD a UP v roce 1993 dosáhl asi 27% (20,41 + 7,28) a v roce 1997 necelých 32% (27,13 + 4,74), v roce 2001 stoupl na 41% hlasů. Velkým podílem se na tom podílela SLD, která ke svému stabilnímu elektorátu dokázala přitáhnout další nerozhodnuté skupiny voličů, nespokojené s vládou pravice. Přesto byl tento výsledek brán jako neúspěch, protože mandátní zisk neumožnil SLD-UP vytvořit vládu s většinovou podporou v parlamentu bez participace dalšího koaličního partnera. Stalo se tak navzdory tomu, že krátce před volbami prezident Kwaśniewski ve veřejném vystoupení v televizním vysílání apeloval na Poláky, aby podpořili „formaci, která má šanci sestavit většinovou vládu“. Tento projev se setkal s ostrou kritikou ze strany pravice, která obvinila prezidenta z podpory SLD-UP.

## Výsledky voleb do Sejmu
Do Sejmu se dostalo celkem 6 politických stran a hnutí. SLD-UP získala 216 mandátů, PO 65 mandátů, SRP 53 mandátů, PiS 44 mandátů, PSL 42 mandátů a LRP 38 mandátů.

|                        | SLD-UP                       | PO               | SRP            | PiS            | PSL                 | LRP            |
| ---------------------- | ---------------------------- | ---------------- | -------------- | -------------- | ------------------- | -------------- |
| Volební lídr           | Leszek Miller                | Maciej Płażyński | Andrzej Lepper | Lech Kaczyński | Jarosław Kalinowski | Roman Giertych |
| Počet hlasů            | 5 342 519                    | 1 651 099        | 1 327 624      | 1 236 787      | 1 168 659           | 1 025 148      |
| Podíl                  | 41 % ▲                       | 12,7 % ▬         | 10,2 % ▲       | 9,5 % ▬        | 9 % ▲               | 7,9 % ▬        |
| Počet mandátů          | 216                          | 65               | 53             | 44             | 42                  | 38             |
| Předchozí volby (1997) | 27,1 % (164) SLD 4,7% (0) UP | nová strana      | nová strana    | nová strana    | 7,3 % (27)          | nová strana    |

### Podrobné výsledky
| Politická strana                  | Politická strana                                                                        | Počet hlasů | Hlasy v % | + / -     | Počet mandátů | + / –  | Mandáty v % |
|                                   | Svaz demokratické levice - Unie práce (Sojusz Lewicy Demokratycznej-Unia Pracy, SLD-UP) | 5 342 519   | 41,04%    | ▲ +9,17%  | 216           | ▲ +52  | 47,0%       |
|                                   | Občanská platforma (Platforma Obywatelska, PO)                                          | 1 651 099   | 12,68%    | ▲ +12,68% | 65            | ▲ +65  | 14,1%       |
|                                   | Sebeobrana polské republiky (Samoobrona Rzeczpospolitej Polskiej, SRP)                  | 1 327 624   | 10,20%    | ▲ +10,1%  | 53            | ▲ +53  | 11,5%       |
|                                   | Právo a Spravedlnost (Prawo i Sprawiedliwość, PiS)                                      | 1 236 787   | 9,50%     | ▲ +9,50%  | 44            | ▲ +44  | 9,6%        |
|                                   | Polská lidová strana (Polskie Stronnictwo Ludowe, PSL)                                  | 1 168 659   | 8,98%     | ▲ +1,67%  | 42            | ▲ +15  | 9,1%        |
|                                   | Liga polských rodin (Liga Polskich Rodzin, LPR)                                         | 1 025 148   | 7,87%     | ▲ +7,87%  | 38            | ▲ +38  | 8,3%        |
|                                   | Volební akce Solidarita pravice (Akcja Wyborcza Solidarność Prawicy, AWSP)              | 729 207     | 5,60%     | ▼ -28,23% | -             | ▼ -201 | -           |
|                                   | Unie svobody (Unia Wolności, UW)                                                        | 404 074     | 3,10%     | ▼ -10,27% | -             | ▼ -60  | -           |
|                                   | Alternativní sociální hnutí (Alternatywa Ruch Społeczny, ARS)                           | 54 266      | 0,42%     | ▲ +0,42%  | -             |        | -           |
|                                   | Německá menšina (Mniejszość Niemiecka, MN)                                              | 47 000      | 0,36%     |           | 2             |        | 0,43%       |
| Dohromady (volební účast 46,29 %) | Dohromady (volební účast 46,29 %)                                                       |             |           |           | 460           |        |             |

## Výsledky voleb do Senátu
Do Senátu se dostalo celkem 5 politických stran a uskupení a 2 nezávislí kandidáti. 75 mandátů a většinu získala koalice SLD - UP, 15 mandátů Blok Senát 2001, 4 mandáty PSL, 2 mandáty SRP, 2 mandáty LRP a 2 mandáty získali nezávislí kandidáti.
| Politická strana | Politická strana                      | Mandáty | + / - |
|                  | Svaz demokratické levice - Unie práce | 75      | ▲ +47 |
|                  | Blok Senát 2001                       | 15      | ▲ +15 |
|                  | Polská lidová strana                  | 4       | ▲ +1  |
|                  | Sebeobrana polské republiky           | 2       | ▲ +2  |
|                  | Liga polských rodin                   | 2       | ▲ +2  |
|                  | Nezávislí                             | 2       | ▼ -3  |
| Dohromady        | Dohromady                             | 100     |       |

## Rozdělení mandátů

Rozdělení křesel v Sejmu.

Rozdělení křesel v Senátu.